# Cochise
Cochise (IPA: [koˈʧis], dove K'uu-ch'ish significa "quercia ardente" in chiricahua; 1810 circa – 8 giugno 1874) è stato un condottiero nativo americano, capo (nantan) degli Tsokanende (nome spesso storpiato in "Chokonen"), cioè i Chiricahua, gruppo degli Apache; capeggiò un'insurrezione avviatasi nel 1861. La Contea di Cochise, nello Stato di Arizona, ne ha preso il nome.

## Biografia

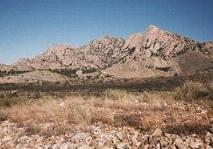
Dragoon Mountains dove Cochise si nascondeva coi suoi guerrieri

Cochise fu uno dei più famosi condottieri Apache (assieme, per limitarsi alle divisioni "centrali", ai più anziani Mangas Coloradas, Cuchillo Negro, Miguel Narbona, Gomez, ai coetanei Santana, Delgadito, Nana, Nahilzay e ai più giovani Chihuahua, Juh, Victorio e Geronimo), nel costante conflitto contro le intrusioni del Messico e degli Stati Uniti nel suo territorio durante il XIX secolo. È stato descritto come un uomo di notevole corporatura (sebbene inferiore al suocero, il grande capo Mimbreño Mangas Coloradas), alto, muscoloso, con lunghi capelli neri che teneva nello stile-Apache. La famiglia di Cochise risiede attualmente nella Mescalero Apache Reservation, in Nuovo Messico e una pro-pronipote, Mrs. Elbys Hugar, pronipote del figlio minore di Cochise, Naiche, è stata per molti anni apprezzata e competente direttrice del Centro culturale / Biblioteca / Museo della riserva.
Cochise e i Chokonen / Chiricahuas vissero nella parte settentrionale della regione fisica della Sonora, tra il centro-sud del Nuovo Messico e dell'Arizona, che tradizionalmente costituiva i territori Apache sino all'arrivo degli Europei.
A causa dell'invasione della Spagna ed in seguito del Messico, il popolo Tsokanende o "Chiricahua" e gli altri Apache (Iyutahenede e Sehende o "Mescalero", Tchihende o "Mimbreño", Bedonkohe e Nednhi Ndendahe, "Gileño" e Coyotero, e Tonto) divennero sempre più dipendenti dalle razioni di viveri che il governo messicano elargiva nel tentativo di tenerli a bada. Quando questa pratica venne però bruscamente interrotta nel 1831, le varie bande Chiricahua ricominciarono a fare razzie per procurarsi cibo.
Il governo messicano intraprese una serie di operazioni militari al fine di arrestare o neutralizzare i Chiricahuas, ma incontrò una strenua resistenza da parte di grandi capi come Posito Moraga, Pisago Cabezon, Yrigollen, Miguel Narbona, Relles, Esquinaline e, a decorrere dalla metà del secolo XIX, di Cochise e dei loro Apache, che si dimostrarono nemici indomabili. I tentativi delle truppe messicane furono del tutto infruttuosi e spesso gli Apache spinsero i combattimenti ad un punto morto. Come parte dei loro sforzi nel controllo dei Chiricahuas, le forze militari messicane, spesso coadiuvate da mercenari americani e nativi americani (in particolare, nella prima metà del sec. XIX, Pima, Papago, Opata, Sobaipuri, Seri, e poi anche Tarahumara e Yaqui) iniziarono ad assalire i villaggi Apache, massacrando donne, bambini e vecchi per ottenere il pagamento degli scalpi; anche il padre di Cochise fu ucciso. Tutto ciò servì a temprare la risolutezza di Cochise e fornì ai Chiricahuas una ragione in più per cercare vendetta. Nel 1848, durante un'incursione di Apache sulla frontiera nella regione di Sonora, le milizie messicane furono infine in grado di fare prigioniero Cochise ma lo scambiarono con una dozzina di prigionieri messicani.

### Tensioni alla frontiera e scontri
La regione abitata dagli Apache sperimentò un aumento delle tensioni tra lo stesso popolo Apache ed i coloni europei (compresi i primi invasori spagnoli) a partire dal 1831 finché gran parte della zona venne annessa agli Stati Uniti nel 1850; tale evento inaugurò un breve periodo di relativa pace. Cochise lavorò come taglialegna alla stazione della diligenza di Passo Apache sulla tratta postale denominata "Butterfield Overland".
La debole tregua non durò a lungo a causa delle continue violazioni americane nel territorio Apache. La pace formale ebbe termine nel 1861 quando un gruppo di razziatori Apache Coyotero (divisi in bande Eastern White Mountain Coyotero, Western White Mountain Coyotero e Cibecue Coyotero) si appropriò della mandria di un ranchero locale (John Ward) e ne rapì il figlio dodicenne (Felix Martinez Ward), e i Chiricahuas furono ingiustamente accusati dell'accaduto. Ai sei Apache arbitrariamente arrestati (Cochise, con la moglie, figlia del grande Mangas Coloradas, e il figlio minore Naiche, il fratello e due nipoti) venne poi ordinato da un inesperto quanto zelante ufficiale dell'esercito, il tenente George Bascom, di fare rapporto al forte per l'interrogatorio. Cochise, seppure colpito da tre colpi di pistola, riuscì a scappare, ma non i suoi parenti, sicché il capo Chiricahua si procurò alcuni ostaggi da utilizzare nelle negoziazioni al fine di liberare gli altri cinque Chiricahuas. Tuttavia il piano fallì; entrambe le parti uccisero i propri ostaggi in quello che fu in seguito conosciuto come l'Affare Bascom. La ritorsione del tenente Bascom incluse l'impiccagione del fratello di Cochise e di due suoi nipoti (mentre furono liberati la moglie e il piccolo Naiche), avvenimenti che fecero infuriare ulteriormente il capo Apache.
Successivamente Cochise si unì al suocero Mangas Coloradas (Kan-da-zis Tlishishen), capo Tchihendeh (Mimbreño) al comando delle bande Copper Mine ma riconosciuto come guida, dopo la morte di Cuchillo Negro (Baishan), anche dalle bande Warm Springs, in una lunga serie di schermaglie di rappresaglia ed incursioni negli insediamenti coloniali. La battaglia di Dragoon Springs fu uno di questi scontri. Molte persone vennero uccise da ambo le parti, ma gli Apache iniziarono ad avere il sopravvento; ciò spinse l'esercito degli Stati Uniti ad inviare una spedizione capeggiata dal generale James Henry Carleton.

### Conflitto di Passo Apache

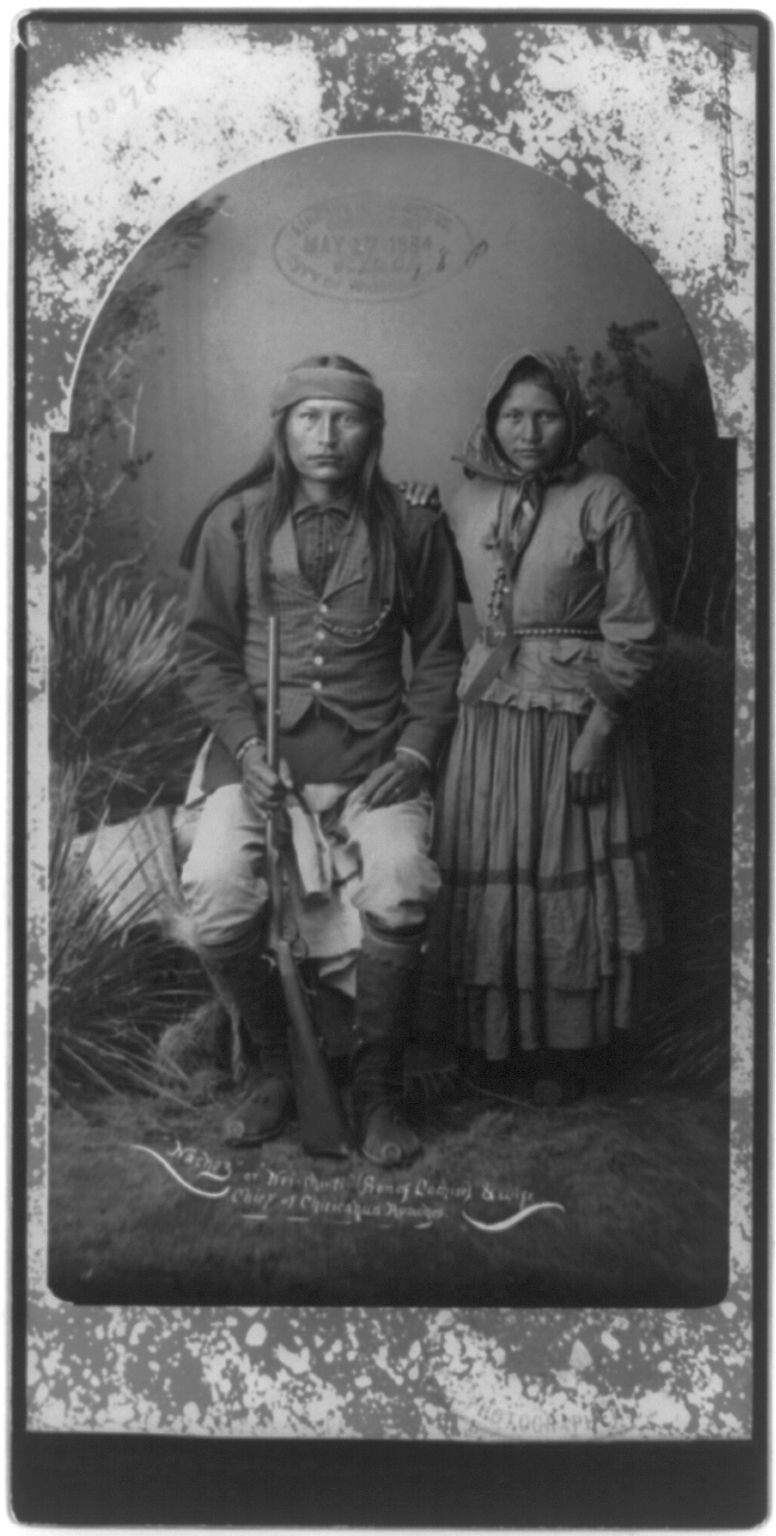
"Naches" o "Wei-chi-ti", figlio di Cochise, con moglie nel 1884

Al Passo Apache, nel 1862, Cochise e Mangas Coloradas, con circa 500 guerrieri (tra i quali i già affermati Victorio e Juh e l'emergente Geronimo), tennero testa ad un esercito di volontari della California guidati dal generale James Henry Carleton, finché, per respingerli dalla loro postazione, i Californiani non ricorsero al fuoco d'artiglieria d'obice.
Secondo lo scout John C. Cremony e lo storico Dan L. Thrapp, il fuoco dell'obice causò una ritirata immediata degli Apache. Ma la biografa del Generale Carleton, Aurora Hunt, scrisse: "Quella fu la prima volta che gli Indiani fronteggiarono il fuoco d'artiglieria. Tuttavia lottarono tenacemente per diverse ore prima di fuggire". Il capitano Thomas Roberts, per via dello scontro, si convinse che sarebbe stato meglio trovare un percorso che passasse attorno al Passo Apache, cosa che fece. Il generale Carleton continuò quindi senza ostacoli fino al Nuovo Messico e successivamente fu qui assunto come comandante del territorio.
Nel gennaio del 1863 il generale Joseph Rodman West, per ordine del generale Carleton, fu in grado di catturare Mangas Coloradas ingannandolo con la scusa di un incontro sotto l'egida della bandiera bianca. Durante quella che doveva essere una tranquilla seduta di discussione ("parley"), gli Americani fecero prigioniero l'ignaro Mangas Coloradas ed in seguito lo assassinarono, inscenando un falso tentativo di fuga dopo aver torturato il grande capo dei Mimbreños con baionette arroventate. Questo diede adito ad una serie di avvenimenti che soffiarono sul fuoco dell'inimicizia tra gli invasori statunitensi e gli Apache. Per Cochise, gli Americani non consideravano sacro alcunché ed avevano violato le regole di guerra arrestando Mangas Coloradas durante un incontro protetto dalla garanzia della tregua. Cochise, Delgadito (successore di Mangas Coloradas) e gli Apache continuarono le loro scorrerie contro gli insediamenti americani e messicani e le loro postazioni militari per tutto il decennio 1860.

### Cattura, fuga e ritiro
A seguito di varie scaramucce, Cochise (riconosciuto come capo supremo da tutte le bande Chirichaua, cioè Tsokanende, Apache e coadiuvato da luogotenenti bellicosi, abili e fedelissimi, quali Nahilzay, i fratelli Chihuahua e Ulzana, i fratelli Pionsenay e Skinya, Nolgee, e altri, compreso il proprio primogenito Tahzay) ed i suoi uomini vennero gradualmente spinti verso le Dragoon Mountains ma furono nondimeno capaci di utilizzare le montagne come copertura e base dalla quale continuare significative schermaglie contro gli insediamenti dei bianchi. Questa era la situazione fino al 1871, quando il generale George Crook assunse il comando ed utilizzò altri Apache come scout ed informatori e fu pertanto in grado di costringere gli Apache sulla difensiva e indurli a trattare. Con la mediazione del suo vecchio amico Thomas J. ("Tom") Jeffords, Cochise accettò l'assegnazione di una riserva nel settembre di quell'anno.
L'anno successivo, ai Chiricahuas fu ordinato di trasferirsi alla Riserva di Tularosa situata in Nuovo Messico, ma rifiutarono di abbandonare le terre ancestrali nell'Arizona, che erano state loro garantite in virtù di un trattato. Cochise riuscì di nuovo a fuggire e ricominciò le incursioni e le scaramucce contro i coloni per la maggior parte del 1872. Un nuovo trattato fu in seguito negoziato dal generale Oliver O. Howard, con l'aiuto di Tom Jeffords che era divenuto fratello di sangue di Cochise, così gli Americani cedettero ad alcune delle condizioni degli Apache. Cochise si ritirò tranquillamente nella riserva in Arizona, dove morì per cause naturali nel 1874.

### Famiglia
Sposò Nah-ke-de-sah, figlia di Mangas Coloradas, nel 1830, e fu, quindi, cognato (oltre che buon amico) di Victorio, anch'egli genero del grande capo di tutti i Mimbreños. I suoi figli, nipoti di Mangas Coloradas, furono Tahzay (spesso riportato come "Taza"), nato nel 1842, e Naiche, nato nel 1856.
Tahzay gli succedette, morendo a propria volta nell'estate 1876 durante una visita a Washington, e Naiche poté imporsi soltanto grazie al sostegno dello zio Nahilzay, già fidato luogotenente (nonché cognato) di Cochise e capo di guerra dei Chiricahuas.

## Citazioni e omaggi
- Cochise appare più volte nella serie a fumetti di Tex Willer Aquila della Notte, dove diviene fratello di sangue del protagonista e in cui ha un ruolo fondamentale in alcune avventure.
- Nel film Il massacro di Fort Apache (1948) è uno dei personaggi principali nel sedare la rivolta degli Indiani.
- Cochise è protagonista nel film L'amante indiana (1950) di Delmer Daves, interpretato da Jeff Chandler.
- La vicenda dell'ingiusta accusa di rapimento del figlio dodicenne di un ranchero, che nel 1861 mise fine alla tregua con gli Stati Uniti, è ricostruita, a fumetti, nelle prime tre avventure di Blueberry.
- Viene citato nella canzone Cochise degli Audioslave nell'album omonimo del 2002.
- Cochise è il soprannome di uno dei protagonisti del film I guerrieri della notte (1979), diretto da Walter Hill.
- Nella serie TV Falling Skies il comandante militare della razza aliena Volm alleata con gli umani il cui nome è Chichauk Il'sichninch Cha'tichol è soprannominato Cochise.
- Nel film Men in Black 3 L'agente "K" chiama amichevolmente il collega "J" "Cochise".
- Il personaggio di Patronimo della serie Lucky Luke si ispira a Cochise.[1] Il vero Cochise viene citato in qualche sparsa occasione.
- Un modello "free-ride" di scarponi da sci Tecnica, proprio per la propensione ad uno stile di sciata libero e selvaggio,  deve il suo nome al famoso apache. Lo stesso vale per lo sci da freeride Blizzard Cochise.
- Via a più tiri di Arrampicata moderna sulla struttura "Dimore degli dei" in Val di Mello (SO)
- Una marca di ghiaccioli di Milano porta il nome Kociss e il logo è un indiano